# Therasiella serrata
Therasiella serrata är en snäckart som beskrevs av Cumber 1967. Therasiella serrata ingår i släktet Therasiella och familjen Charopidae. Inga underarter finns listade i Catalogue of Life.